# Puy de Montchal (Aydat)
Ne doit pas être confondu avec Puy de Montchal (Besse-et-Saint-Anastaise).
Pour les articles homonymes, voir Montchal (homonymie).
Le puy de Montchal est un sommet d'origine volcanique culminant à 1 094 m d'altitude dans le département français du Puy-de-Dôme.

## Géographie
Le puy de Montchal est situé dans la chaîne des Puys, au sein du Massif central.